# Ferdinando Minucci (arcivescovo)
Ferdinando Minucci (Firenze, 18 gennaio 1782 – Firenze, 2 luglio 1856) è stato un arcivescovo cattolico italiano, arcivescovo di Firenze dal 1827 al 1856.

## Biografia
Originario di una famiglia patrizia di Volterra, era però ascritto al clero fiorentino e ivi compì la sua carriera ecclesiastica. Già schierato quale Canonico del Duomo nel periodo dell'occupazione francese contro l'usurpazione del titolo di arcivescovo ad opera di mons. Antoine-Eustache d'Osmond, vescovo di Nancy, venne inviato in esilio in Corsica, dove fondò assieme ad altri sacerdoti una colonia di preti deportati a Bastia.
Fu eletto arcivescovo il 28 gennaio 1828 e venne consacrato il successivo 3 febbraio. Nel 1829, a partire dal 27 settembre iniziò una visita pastorale delle parrocchie dell'arcidiocesi. Il 30 ottobre 1832 eseguì una ricognizione sulle reliquie di San Zanobi, conservate nella cattedrale da secoli.
Nell'autunno del 1848, a causa degli avvenimenti sociali che sconvolsero tutta l'Italia, decise di chiudere il seminario maggiore arcivescovile di Firenze. Occupato dalle truppe austriache e adibito a ospedale nel maggio del 1849, il seminario fu oggetto di una lunga trattativa tra le autorità governative e l'arcivescovo per la restituzione dei locali del seminario.
Morì il 2 luglio 1856.

## Genealogia episcopale e successione apostolica
La genealogia episcopale è:
- Cardinale Scipione Rebiba
- Cardinale Giulio Antonio Santori
- Cardinale Girolamo Bernerio, O.P.
- Arcivescovo Galeazzo Sanvitale
- Cardinale Ludovico Ludovisi
- Cardinale Luigi Caetani
- Cardinale Ulderico Carpegna
- Cardinale Paluzzo Paluzzi Altieri degli Albertoni
- Papa Benedetto XIII
- Papa Benedetto XIV
- Papa Clemente XIII
- Cardinale Bernardino Giraud
- Cardinale Alessandro Mattei
- Cardinale Giovanni Francesco Falzacappa
- Arcivescovo Ferdinando Minucci

La successione apostolica è:
- Vescovo Leone Niccolai, O.Cart. (1849)
- Arcivescovo Giulio Arrigoni (1849)